# De Dion-Bouton OC1
Le De Dion-Bouton OC1 est un modèle d'autorail à voie métrique construit en 1938 par le constructeur ferroviaire De Dion Bouton pour les chemins de fer des Côtes-du-Nord (CdN).

## Caractéristiques techniques
Cette série s'est limitée à seulement deux exemplaires : les X 157 et X 158.
L’autorail est mu par un moteur Diesel Willème 8 cylindres de 180 ch (132 kW). La transmission est mécanique en direction des deux bogies de disposition (1A)(A1) ce qui signifie que les essieux intérieurs sont moteurs alors que les essieux extérieurs sont simplement porteurs. Le pivot des bogies est légèrement décentré vers le centre (1,150 m - 1,050 m) pour transférer plus de charge vers l’essieu moteur.

## Sur les chemins de fer des Côtes-du-Nord
Les autorails De Dion-Bouton ont été conçus pour les Chemins de fer des Côtes-du-Nord. Les deux exemplaires ont été livrés en 1938 en gare de Guingamp. Ils ont circulé sur ce réseau jusqu'à sa fermeture, le 31 décembre 1956, sous les numéros 15 et 16.
Les deux automotrices ont reçu sur le réseau des CdN les noms officieux de Titine et Nénette. Les rumeurs veulent que ce soit par référence à leur beauté équivalente à celle de madame Augustine Le Tacon et Renée respectivement épouse et fille du Directeur de la Régie des CdN. Cette version ne permet pas de savoir quel surnom est donné à quel autorail. Le journal Ouest-France d'avril 1938 donne une autre explication par rapport à la date d'arrivée des automotrices. Ce surnom est par ailleurs visible sur les vitres des automotrices au moment de leur livraison.

## Au Réseau breton
À la suite de la fermeture du Réseau des Chemins de fer des Côtes-du-Nord, les deux autorails De Dion-Bouton OC1 sont transférés sur le Réseau breton, en 1957. Ils prennent alors les numéros:
- X 157 (ex-n°15)
- X 158 (ex-n°16).

Ils subissent dans les années 1960 une révision générale.

## CFTA
À la fermeture du Réseau breton, l'autorail X 158 est transféré en février 1971 sur le réseau de la Somme. Il y circule entre 1971 et 1972.
À la fermeture du réseau de la Somme, le X 158 est transféré aux chemins de fer de Corse. Un problème mécanique met un terme à son utilisation. Le X 158 est ensuite rapatrié sur le continent aux ateliers CFTA de Gray, où il reste garé en extérieur de nombreuses années.
Le X 157 quant à lui a été récupéré à la fermeture du Réseau breton par l'AJECTA dans le cadre d'un projet de ligne touristique. Toutefois ce projet fut abandonné et l'autorail a été transféré sur le chemin de fer touristique de la Baie de Somme.

## Les exemplaires préservés
Les deux autorails De Dion-Bouton OC1 construits sont préservés :
- le X 157 a été récupéré par le Chemin de fer de la baie de Somme. Il est actuellement remisé dans un hangar en attendant sa restauration. Quelques bénévoles ont entrepris sa restauration en 2016.
- le X 158 a été récupéré en 1991 par l'Association des Chemins de Fer des Côtes-du-Nord, une association bretonne ayant pour objectif de reconstruire une ligne touristique dans la Baie de Saint-Brieuc pour en faire un chemin de fer touristique. Il est  Classé MH (2004)[2].

## Modélisme
Les autorails De Dion-Bouton OC1 ont été reproduits à l'échelle HO par les Editions Atlas (modèle statique en plastique), dans le cadre de la collection par VPC "Michelines et Autorails". Cette reproduction comporte toutefois de nombreuses erreurs par rapport aux modèles réels.
Il existe par ailleurs de nombreuses reproduction des autorails De Dion-Bouton OC1 dans différentes échelles (du IIm au Nm) réalisés par des artisans. On trouve par exemple un kit très fidèle chez Train d'Antan.